# Dáithí Sproule
Pour les articles homonymes, voir Sproule.
Dáithí Sproule, né le 23 mai 1950 à Derry (Irlande du Nord) est un musicien irlandais, guitariste et chanteur de musique irlandaise traditionnelle.

## Biographie
Daithí Sproule vient au monde le 23 mai 1950 et grandit à Derry. À 18 ans, il s'installe à Dublin et s'inscrit à l'université. Il y retrouve les enfants Dhomhnaill (Mícheál, Maighread et Tríona) qu'il a connus durant des cours de gaélique irlandais à Rann na Feirste (Ranafast, comté de Donegal). C'est la naissance de l'éphémère groupe Skara Brae, qui restera une référence dans le monde de la musique irlandaise traditionnelle.
Daithí Sproule est un guitariste renommé, notamment aux États-Unis où il vit désormais, et l'un des premiers à développer l'accordage DADGAD dans la musique irlandaise. Le Rough Guide to Irish Music dit de lui qu'il est « un artiste-phare de la musique irlandaise ».
Il a fait ensuite partie de nombreux autres ensembles, et a enregistré plusieurs albums solo. Il a notamment fait partie de trios tels que Bowhand avec James Kelly (fiddle) et Paddy O’Brien (accordéon), et Trian avec Liz Carroll (fiddle) et Billy McComiskey (accordéon). Il a également accompagné le fiddler Tommy Peoples.
Il s'est produit en tournées internationales avec les groupes Altan, qu'il rejoint en 1992, et Fingal qu'il cofonde en 2006 avec James Keane et Randal Bays.
Ses mélodies ont été enregistrées par Skara Brae, The Bothy Band, Altan, Trian, Liz Carroll, Aoife Clancy (The Clancy Brothers), Loreena McKennitt, le RTÉ Concert Orchestra (en) et bien d'autres.
Il est également professeur de guitare, avec l'accordage DADGAD, et de chant traditionnel auprès du Centre pour la musique irlandaise (Center for Irish Music) à Saint Paul dans le Minnesota.
En 2009, il est récompensé par l'Archibald Bush Foundation (en).

## Discographie partielle
Albums solo
- A Heart Made of Glass (1995) ;
- The Crow in the Sun (2007).

Avec Altan
- Island Angel (1993) ;
- Blackwater (1996) ;
- Runaway Sunday (1997) ;
- Another Sky (2000) ;
- The Blue Idol (2002) ;
- Local Ground (2005).

Autres groupes
- Skara Brae, de Skara Brae (1971) ;
- Is it Yourself?, avec James Kelly et Paddy O’Brien (1979) ;
- Spring in the Air, avec James Kelly et Paddy O’Brien (1981) ;
- Carousel, avec Seamus and Manus McGuire (1984) ;
- The Iron Man, avec Tommy Peoples (1984) ;
- Stranger at the Gate, avec Paddy O’Brien (1988) ;
- Trian, avec Liz Carroll et Billy McComiskey (1992) ;
- A Thousand Farewells, avec Martin et Christine Dowling (1995) ;
- Trian II, avec Liz Carroll et Billy McComiskey (1995) ;
- Overland, avec Randal Bays (2004) ;
- Snug in the Blanket, avec Jamie Gans et Paddy O’Brien (2004) ;
- Fingal, de Fingal (2008).